# سیسیلیا تایت
سیسیلیا تایت (انگلیسی: Cecilia Tait) بازیکن سابق والیبال، سیاستمدار عضو سابق تیم ملی زنان پرو و عضو فعلی کنگره ملی پرو است.
تایت به همراه پرو به مدال طلا المپیک ۱۹۹۸ دست یافت.